# Disfruto
«Disfruto» es una canción grabada por la cantante y compositora mexicana Carla Morrison. La canción fue escrita y producida por ella misma. Fue lanzada el 10 de marzo de 2013 como el cuarto y último sencillo de su primer álbum de estudio Déjenme llorar. La canción ocupó el lugar número 38 en las listas del México Pop Español Airplay del Billboard.

## Video musical
El video musical de «Disfruto» fue lanzado el 10 de marzo de 2013 en la plataforma digital YouTube, fue producido por Juan Pablo Ortiz, dirigido por Guillermo Llamas Altamarino y editado por Federico Fiamme. Ha sido reproducido más de 60 millones de veces. El 30 de julio de 2017 se lanzó un video lírico que cuenta con más de 380 millones de reproducciones

## Listas

### Semanales
| País       | Lista                                         | Mejor posición | Ref.  |
| ---------- | --------------------------------------------- | -------------- | ----- |
| México     | México Pop Español Airplay (Billboard)        | 38             | [ 2 ] |
| Kirguistán | Worldwide iTunes Song Chart (iTunes)          | 105            | [ 6 ] |
| Kazajistán | Worldwide iTunes Song Chart (iTunes)          | 146            | [ 6 ] |
| Turquía    | Worldwide iTunes Song Chart (iTunes)          | 286            | [ 6 ] |
| Rusia      | Worldwide iTunes Song Chart (iTunes)          | 324            | [ 6 ] |
| Costa Rica | YouTube music charts (YouTube)                | 78             | [ 6 ] |
| Uzbekistán | Worldwide AppleMusic Song Chart (Apple Music) | 69             | [ 6 ] |
| España     | Worldwide AppleMusic Song Chart (Apple Music) | 222            | [ 6 ] |
| Rusia      | Worldwide AppleMusic Song Chart (Apple Music) | 406            | [ 6 ] |